# 송유라
송유라(1992년 1월 21일 ~ )은 대한민국의 여수MBC 아나운서이다.

## 학력
- 여수여자고등학교 졸업
- 계명대학교 언론영상학과 졸업
- 고려대학교 대학원 언론학과 석사

## 경력
- 2016년 목포MBC 아나운서
- 2018년 ~ 2020년 TJB 대전방송 아나운서
- 2020년 ~ "현재" 여수MBC 아나운서

## 진행 프로그램
- MBC 뉴스투데이 전남동부권
- 라디오 전망대
- 어바웃 우리동네
- 음악식당
- TJB 아침뉴스
- 뮤직 브런치
- TJB 8 뉴스